# HarmonyOS 2
HarmonyOS 2 je druhá hlavní verze operačního systému HarmonyOS, vydaná 10. září 2020.

## Historie
Systém HarmonyOS 2 byl spuštěn na konferenci Huawei Developer Conference dne 10. září 2020 jako veřejná beta verze pouze pro aplikace chytré domácnosti, chytré hodinky a televizory Vision. V září 2020 společnost Huawei oznámila, že má v úmyslu uvést tuto verzi operačního systému na své chytré telefony v roce 2021. První vývojářská beta verze HarmonyOS 2.0 byla vydána 16. prosince 2020 pro čínský trh na starších modelech chytrých telefonů Huawei, ty obsahují vývojářské funkce pro vytváření aplikací a další nástroje pro vývojáře. Huawei také 9. září 2020 vydal speciální studio, které je založeno na IntelliJ IDEA a cloudovém emulátoru.Aktualizovaná beta verze studia pro vývojáře, skrze kterou mohou vyvíjet aplikace pro HarmonyOS, byla oficiálně spuštěna 16. prosince 2020, tato verze byla ještě zaktualizována na začátku první poloviny roku 2021. Systém byl schopen spouštět vlastní (nativní) aplikace od společnosti Huawei postavené na HarmonyOS Ability Package, zkráceně HAP, s novým balíčkem aplikací napříč celým ekosystémem Huawei.
Tato verze obsahuje novou domovskou obrazovku založenou na designu grafické nadstavby EMUI, nové rozvržení designu ovládacího panelu se zařízením, servisním střediskem, servisními kartami a úryvky aplikací pro platformu atomických služeb, která je exkluzivní pro vlastní (nativní) aplikace, jenž pro HarmonyOS vyvinul sám Huawei. Sdílí multitasking pro zařízení Huawei mezi telefonem a tablety a také spouští více než jednu aplikaci na obrazovkách tabletu a telefonu. Nový operační systém je také optimalizován pro Huawei Super Device, tato funkce propojuje počítače Huawei, s tablety a chytrými telefony pomocí gest na obrazovce a umožňuje spolupráci na více obrazovkách.

## Nové funkce
Oproti starším verzím HarmonyOS získal nové funkce jako například:
- AppGallery, která umožňuje stahování a aktualizace aplikací prostřednictvím aplikace Market.
- JavaScript (JS), vlastní (nativní) vývoj programovacích jazyků C++, C a Java je podporován pro snadný přenos z aplikací pro Android do nativních aplikací HarmonyOS.[9]
- Domovská obrazovka chytrých telefonů a tabletu založená na designu EMUI, kterou lze upgradovat z EMUI.
- Podpora hodinek od LiteOS, až po nový systém HarmonyOS s novým uživatelským rozhraním korunky podobným tomu u Apple Watch.
- Podpora nositelných zařízení, jako jsou fitness náramky.
- Podpora systémů automobilů, jako je Huawei HiCar
- Aplikace kompatibilní s Androidem pro Android 10 a 11 podporují balíčky APK s Linuxem na telefonech, tabletech a televizorech Vision.
- Nové rozvržení designu ovládacího panelu s funkcí Super Device.
- Sdílený multitasking aplikací známý jako Task Center napříč zařízeními Huawei mezi telefonem a tablety a také spouštění více než jedné aplikace na tabletu. Centrum úloh umožňuje obrazovky telefonu pomocí základního CPU pro aplikace nebo GPU hostitelského distribuovaného zařízení pro hry. Včetně drag and drop dokumentů z jednoho zařízení do druhého v aplikaci.[10]
- Optimalizována funkce, jenž propojuje počítače Huawei, tablety a chytré telefony pomocí gest na obrazovce a spolupráce na více obrazovkách.
- Podpora souborového systému EROFS pouze pro čtení
- Podpora Systému souborů HarmonyOS Distributed File System (HDFS)
- Podpora HMS Core 5.0 pro zpětnou podporu aplikačního rámce kompatibility AOSP s aplikacemi HMS.
- Aktualizace HarmonyOS 2 pro chytré obrazovky z verze 1.0 přináší nové chytré funkce, jako je hladší připojení, zahrnuje super terminál, rozdělení obrazovky a funkce chytrého připomenutí.